# 寅次郎的故事36 柴又之恋
《寅次郎的故事36 柴又之恋》（日语：男はつらいよ 柴又より愛をこめて）是一部1985年上映的日本喜剧电影，亦是《寅次郎的故事系列》的第三十六部剧场版作品。由山田洋次导演，渥美清、倍赏千惠子、前田吟、下条正巳、三崎千惠子及栗原小卷等等主演。于1985年12月28日上映。

## 剧情简介
厂长女儿明美因为和丈夫为生活琐事争吵，负气离家出走。在电视上女儿看到父亲为自己担心而痛哭流涕，心中不忍，就打电话给樱花，请她转告父亲自己的地址，并表示渴望寅次郎在她身边听她倾诉内心的郁闷。和她从小一起长大的寅次郎视明美如亲生妹妹，他刚刚到家，就立刻赶往明美所在的小岛。两人相聚后，寅次郎又陪同她去旅行。路上，他们结识了回岛上看望留守在那里的老师真知子的同学们，一同举行了为老师庆贺生日的晚会，学生们感谢老师多年来放弃东京的生活，为了他们留在岛上15年。寅次郎被真知子深深地吸引着，他庆幸能够充当她的听众，倾听她一吐胸中的烦闷。为了明美他不得不回到柴又的家，但是心却留在了岛上，终日魂不守舍，神魂颠倒。 
他们在东京再次相逢时，真知子告诉他，自己的好朋友去世后，每年她都给亡友的女儿送去一份礼物。现在亡友的丈夫向她求婚，所以她来征询寅次郎的意见。寅次郎嘴上说着鼓励她的话，内心却又一次陷入与爱失之交臂的痛楚。

## 主要演员
- 车寅次郎（寅次郎）：渥美清
- 诹访樱：倍赏千惠子
- 岛崎真知子：栗原小巻
- 酒井文人：川谷拓三
- 车龙造（外甥）：下条正巳
- 车つね（姑妈）：三崎千惠子
- 诹访博：前田吟
- 桂梅太郎（タコ社长）：太宰久雄
- 源公：佐藤蛾次郎
- 诹访满男：吉冈秀隆
- 桂明美：美保纯
- 御前様：笠智衆
- 茂：田中隆三
- 下田的长八：笹野高史
- 电视主播：森本毅郎
- 电视助手：石井和子
- 高中女生（在梦中的记者）：松居直美
- ポンシュウ：关敬六
- 青年：Apache Ken、光石研
- 青年的校友：中岛唱子、栋里佳
- 麒麟堂：人见明
- 备后屋：露木幸次
- 印刷厂厂工：笠井一彦、牧野佐代子
- NASA职员（在梦中）：レオ・メゲッティ

## 奖项
该电影荣获第10届日本电影金像奖的6个提名奖项，包括优秀导演奖、优秀主演奖、优秀女配角奖和优秀音乐奖。
- 第10届日本电影金像奖优秀导演奖／山田洋次
- 同・优秀主演奖／渥美清
- 同・优秀女配角奖／美保纯
- 同・优秀音乐奖／山本直纯
- 同・优秀美术奖／出川三男
- 同・优秀录音奖／铃木功、松本隆司

### 英文
- . 英国电影协会.   [2015-05-11]. （原始内容存档于2015-05-18） （英语）.
- 互联网电影数据库（IMDb）上《Otoko wa tsurai yo: Shibamata yori ai wo komete (1985)》的资料（英文）
- Galbraith IV, Stuart. . DVD Talk. 2008-05-01  [2015-05-11]. （原始内容存档于2015-05-18） （英语）.

### 德文
- . www.molodezhnaja.ch.   [2015-05-11]. （原始内容存档于2016-03-03） （德语）.

### 日文
- . www.allcinema.net.   [2015-05-11]. （原始内容存档于2015-04-23） （日语）.
- . 日本电影院数据库（日本文化厅）.   [2015-05-11]. （原始内容存档于2012-03-11） （日语）. 外部链接存在于|publisher= (帮助)
- . 日本电影数据库.   [2015-05-11]. （原始内容存档于2015-09-24） （日语）.
- . 电影旬报.   [2015-05-11]. （原始内容存档于2012-06-29） （日语）.

### 中文
- . 豆瓣电影.   [2015-05-11]. （原始内容存档于2015-05-18）.